# Loriquet de Goldie
Glossoptilus goldiei
Genre
Espèce
Statut de conservation UICN

 LC  : Préoccupation mineure
Statut CITES

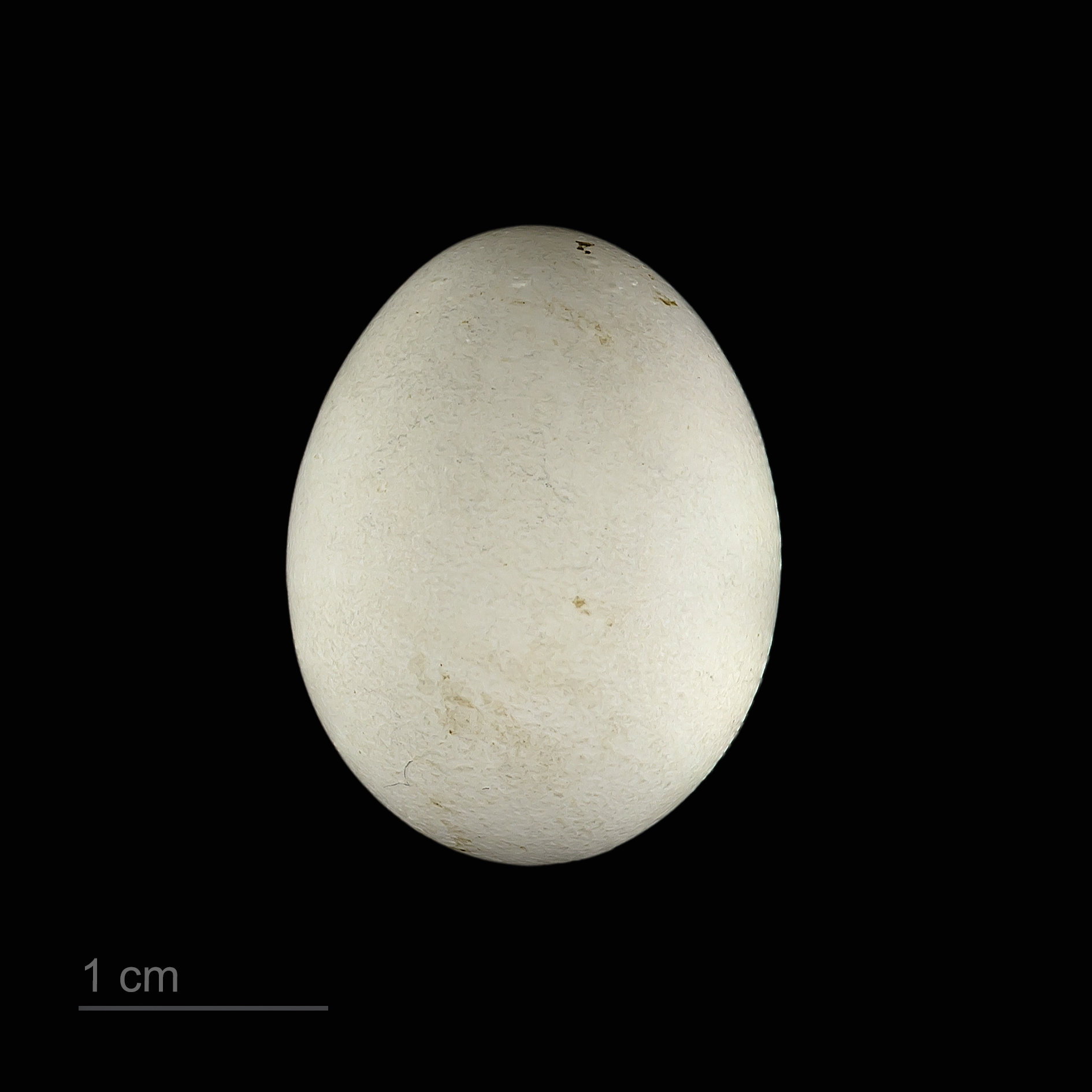
Œuf de Glossoptilus goldiei - Muséum de Toulouse

Le Loriquet de Goldie (Glossoptilus goldiei) est une espèce d'oiseau appartenant à la famille des Psittacidae.

## Description
Cet oiseau est très proche du Loriquet versicolore, dont il a la même taille (environ 19 cm). Il s'en distingue par un plumage vert plus foncé et la marbrure dorée de l'ensemble du corps moins nette.